# أوتيفار
بلدية أوتيفار (بالإسبانية: Otívar) هي بلدية تقع في مقاطعة غرناطة التابعة لمنطقة أندلوسيا جنوب إسبانيا.

## الديموغرافيا
بلغ عدد سكان بلدية أوتيفار 1.193 نسمة عام 2011 (وفقاً للمعهد الوطني الإسباني للإحصاء).
| 1.108 | 1.090 | 1.044 | 1.109 | 1.136 | 1.150 | 1.193 |

## توأمة
لأوتيفار اتفاقيات توأمة مع:
- كالونخي